# Ludvík I. Bavorský (1173–1231)
Ludvík I. Bavorský (německy Ludwig I der Kelheimer; 23. prosince 1173 Kelheim – 15. září 1231 Kelheim) byl vévoda bavorský (1183–1231) a falckrabí rýnský (1214–1231).

## Život
Narodil se jako syn Oty I. Bavorského a Agnes z Loonu, dcery hraběte Ludvíka II. z Loonu. Na konci října roku 1204 se v Kelheimu oženil s Ludmilou, dcerou českého knížete Bedřicha a vdovou po Albrechtovi z Bogenu.
Ludmila porodila Ludvíkovi syna Otu, pečovala o chudé a výrazně ovlivňovala bavorskou politiku ve prospěch svého strýce Přemysla Otakara I. Vévoda byl roku 1231 zavražděn na mostě přes Dunaj v Kelheimu a pohřben v klášteře Scheyern. Vražda zůstala dodnes neobjasněna, podezřelým byl císař Fridrich II. Vdova Ludmila založila na Ludvíkovu počest před branami Landshutu cisterciácký klášter Seligenthal.
Počátkem 21. století se stal jednou z postav historických románů české spisovatelky Ludmily Vaňkové Cestou krále a Dítě z Apulie.